# Meilenstein (Blätz)

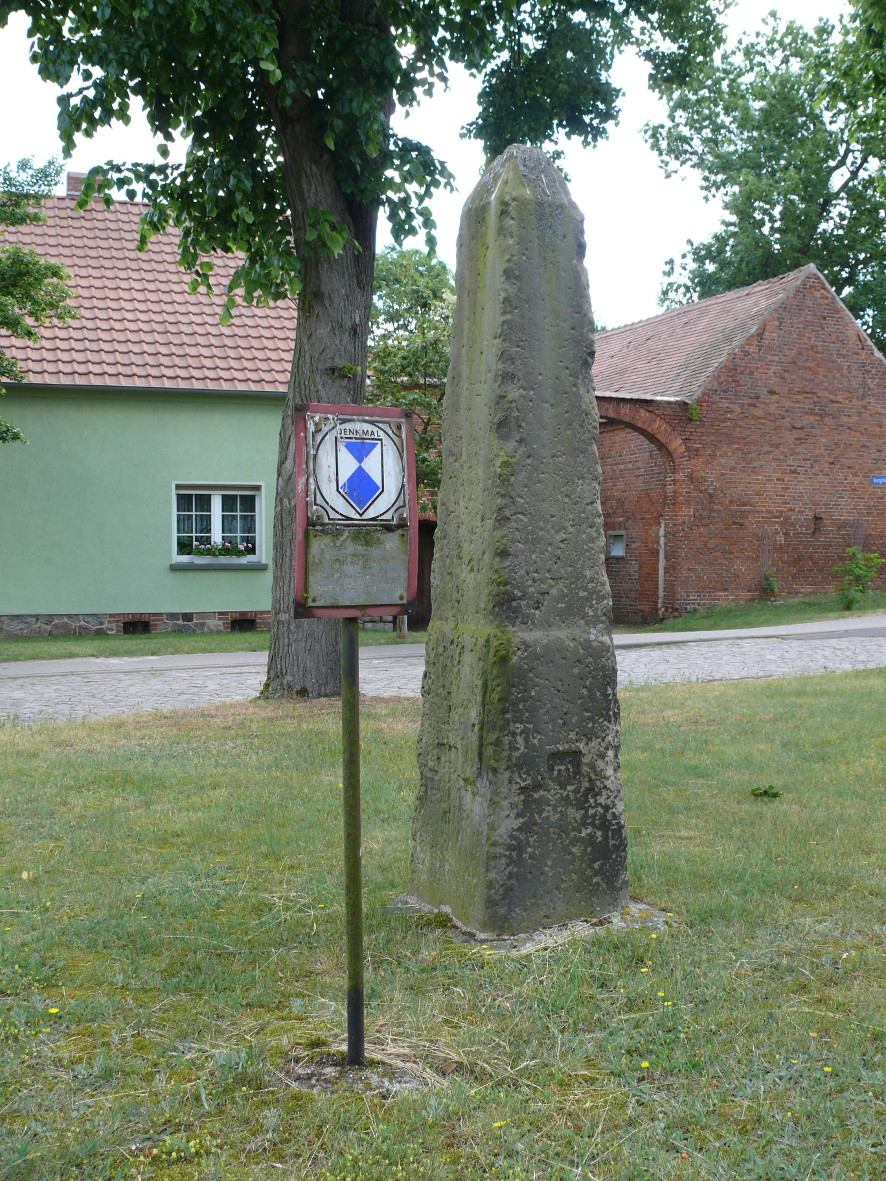
Ganzmeilenobelisk in Blätz

Der Meilenstein von Blätz steht in der Ortsmitte von Blätz (Gemeinde Burgstall) im Landkreis Börde in Sachsen-Anhalt.
Der Ganzmeilenobelisk befindet sich an einer Stelle, wo heute die K 1179 (Burgstaller Straße) auf die K 1180 (Breite Straße) trifft. Er wird der alten Poststraße Magdeburg–Stendal zugeordnet und gehört zu den älteren preußischen Meilensteinen, die noch vor der französischen Besetzung entstanden sind. Bereits im Jahr 1999 wurde geplant, den Stein zu sanieren. Dies erfolgte im Jahr 2001 aber nur oberflächlich, so dass der stark verwitterte Meilenstein aus der Zeit um 1800 nur bedingt als restauriert gelten kann.
Die Verbesserung der Straße von Hamburg nach Leipzig, zu der auch dieser Ganzmeilenobelisk zählt, gilt als erstes preußische Chausseeprojekt und wurde bereits im Jahr 1786 beschlossen. Die eigentliche Umsetzung des vollständigen Plans erfolgte allerdings erst in den Jahren 1825 bis 1830.
Im Denkmalverzeichnis ist der Distanzstein als Baudenkmal mit der Erfassungsnummer 094 15938 aufgenommen worden.